# NGC 4404
NGC 4404 (również PGC 40666) – galaktyka eliptyczna (E-S0), znajdująca się w gwiazdozbiorze Panny. Odkrył ją William Herschel 20 marca 1789 roku. Jest to galaktyka z aktywnym jądrem typu LINER. Prawdopodobnie jest fizycznie związana z sąsiednią galaktyką NGC 4403.